# Bucklin (Kansas)
Bucklin è una città degli Stati Uniti d'America, nella contea di Ford, nello Stato del Kansas.